# Хронология вторжения России на Украину (ноябрь 2022)
Данная статья является частью хронологии широкомасштабного вторжения РФ на Украину и описывает события, произошедшие в ноябре 2022 года.

## Ноябрь

### 1 ноября
Представители оккупационных властей Херсонской области сообщили о расширении зоны эвакуации от Днепра на 15 км и включении в зону эвакуации ещё семи населённых пунктов. Российский глава региона Владимир Сальдо объяснил меры предполагаемой атакой Украины на Каховскую ГЭС. Ночью был нанесён удар по гражданской инфраструктуре в Полтаве, а также по Николаеву, где повреждены гимназия и колледж. По данным ВСУ и СБУ, российская армия ударила фосфорными боеприпасами по частному сектору Бахмута.

### 3 ноября
Посол Великобритании в России Дебора Броннерт прибыла в Министерство иностранных дел России после вызова для обсуждения обвинений в причастности Великобритании к удару украинского беспилотника по Черноморскому флоту России в Крыму. Министерство обороны России ранее заявило, что атака была проведена под руководством британских военных специалистов, Великобритания отвергла обвинения.

### 6 ноября
Президент Украины Владимир Зеленский заявил, что на Украине более 4,5 млн потребителей остались без электричества и призвал готовиться к новым ударам. Reuters сообщил, что заявление было сделано на фоне опасений падения поддержки Украины из-за влияния войны на цены на энергоносители и продукты питания.

### 9 ноября
Российское командование сообщило о начале отступления войск с правого берега Днепра, в том числе из Херсона. Командующий Сергей Суровикин мотивировал это невозможностью полноценного снабжения Херсона и целесообразностью построения обороны по левому берегу Днепра, поскольку данный манёвр спасет жизни солдат и гражданского населения. Генерала поддержали Евгений Пригожин и Рамзан Кадыров. ВСУ заняли пгт Калиновское Херсонской области, а также северную часть города Снигирёвки. ВС РФ подорвали четыре моста в Херсонской области: в Дарьевке, Снигирёвке, Новокаирах и Тягинский железнодорожный.

### 10 ноября
По сообщениям украинских источников, ВСУ взяли под контроль город Снигирёвку, единственный крупный населённый пункт Николаевской области, контролировавшийся РФ. По сообщению Валерия Залужного, на утро 10 ноября было занято 12 населённых пунктов. По сообщению Владимира Зеленского, к вечеру — уже 41 населённый пункт. Среди занятых — Брускинское, Киселёвка, Борозенское, Евгеновка, Бобровый Кут, Павловка, Пятихатки, Новокаиры. Российские военкоры сообщили о взятии ВС РФ Павловки под Угледаром.

### 11 ноября
Российские официальные лица сообщили о завершении вывода группировки ВС РФ с правого берега Днепра в Херсонской области рано утром 11 ноября. При отступлении был взорван Антоновский мост, повреждена и проложенная вдоль него понтонная переправа. По сведениям OSINTtechnical, взорван также Антоновский железнодорожный мост. К середине дня украинские войска вошли в Херсон. Пресс-секретарь президента России Дмитрий Песков заявил, что статус региона зафиксирован и никакие изменения невозможны. По его словам, Херсонская область является субъектом Российской Федерации и поскольку это законодательно закреплено, никаких изменений быть не может.

### 12 ноября
12 ноября или раньше произошло убийство российских солдат в Макеевке. New York Times отметила, что в ролике, снятом с дрона, солдаты лежат неподвижно, по-видимому, мертвые, в тех же позах, что и при сдаче в плен. Вокруг тел видны лужи крови, характер следов указывает на то, что кровь течёт из верхней части тела или головы. Издание сделало вывод, что это, вероятнее всего, произошло после того, как один из россиян попытался открыть огонь. Организация Объединенных Наций заявила о необходимости проведения расследования.

### 14 ноября
Генеральная Ассамблея ООН одобрила резолюцию, призывающую Россию нести ответственность за нарушение международного права на Украине. В голосовании участвовали 193 страны, соотношение голосов составило 94-14 при 73 воздержавшихся. Отмечено, что это самый низкий уровень поддержки резолюций, связанных с Украиной и принятых после 24 февраля.

### 15 ноября
В день проведения саммита G20 на Бали российская армия совершила массированный ракетный обстрел Украины. Сообщается об ударах в 17 регионах. Было выпущено около 100 ракет, что стало самым масштабным ударом по стране с начала войны. Под удар попали критически важные объекты энергетической инфраструктуры в ряде регионов, в Киеве обломки сбитых ракет попали в жилые дома, из-за чего один человек погиб.
Из-за обстрела украинской энергосистемы отключилась одна из линий электропередач Молдовы, создав массовые перебои по всей стране.
Польское издание Radio ZET сообщило о двух ракетах, упавших на территорию села Пшеводов в Люблянском районе. Они попали в зерносушилки, погибли два человека. Премьер Польши Матеуш Моравецкий экстренно созвал комитет Совета министров по делам национальной безопасности и обороны страны.

### 17 ноября
Reuters сообщил, что Россия нанесла новую волну ракетных ударов по энергетическим объектам. Как сообщило агентство, под обстрел также попал «Южмаш» — крупный оборонный завод, находящийся в Днепре и производящий ракетные двигатели. «Нафтогаз» заявил, что в результате массированного ракетного удара были повреждены или уничтожены объекты по добыче газа на востоке Украины.

### 23 ноября
Российские войска нанесли массированный ракетный удар по объектам энергообеспечения Украины. По данным ВСУ, было выпущено 67 крылатых ракет Х-101/Х-555 и «Калибр», в том числе 30 — по Киеву; 51 ракету и 5 дронов-камикадзе «Ланцет» удалось сбить. Без электричества остались Киевская, Одесская, Черниговская области и другие регионы. Львов полностью лишился электроэнергии, отопления и воды. Киев также остался без водоснабжения. Работа всех атомных станций, а также большинства тепло- и гидроэлектростанций Украины была приостановлена. Без электроэнергии остались и некоторые регионы Молдовы, включая Кишинёв. По данным властей Украины, в стране погибли 10 человек. Было обстреляно, среди прочего, родильное отделение больницы в Вольнянске, где погиб младенец.
Европейский парламент принял резолюцию о признании России государством — спонсором терроризма.

### 24 ноября
Россия и Украина обменялись военнопленными. Каждая из сторон передала 50 человек. Всего с начала конфликта Киев и Москва обменяли более 1000 военнопленных.